# Nosotros, nuestra arcadia, nuestra hermanita pequeña, gracias por los buenos ratos
Nosotros, nuestra arcadia, nuestra hermanita pequeña, gracias por los buenos ratos Pista número 10 del álbum "En el maravilloso mundo de Ingesón", último LP perteneciente a la banda Bogotána The Speakers. Es una canción compuesta por el español Rodrigo García y grabada en los "Estudios Ingeson" de Manuel Drezner en 1968.